# Vukanja
Vukanja (en serbio: Вукања) es un pueblo del municipio de Aleksinac, Serbia. Según el censo de 2002, el pueblo tiene una población de 705 personas. 